# Otto Neurath
Otto Neurath (ur. 10 grudnia 1882 w Wiedniu, zm. 22 grudnia 1945 w Oksfordzie) – austriacki socjolog, ekonomista i filozof.

## Życiorys
Otto Neurath urodził się w Wiedniu w rodzinie żydowskiej. Studiował matematykę, by potem przerzucić się na lingwistykę, prawo, ekonomię, a wreszcie socjologię. Doktorat uzyskał na podstawie pracy o myśli ekonomicznej w starożytności. Jego pierwsze publikacje dotyczyły ekonomii i polityki, ogłosił też trochę prac logiczno-matematycznych. Dobrze znał pisma Marksa, był członkiem partii socjaldemokratycznej. Po I Wojnie światowej włączył się do prac socjalistycznego rządu Bawarii, zastąpionego wkrótce przez komunistyczno-anarchistyczny rząd Spartakusa. Po reakcyjnym przewrocie został aresztowany i skazany na więzienie; po proteście rządu Austrii wyszedł na wolność i (z zakazem powrotu do Niemiec) przybył do Wiednia, gdzie objął stanowisko dyrektora Muzeum Społeczno-Ekonomicznego. Traktował Koło Wiedeńskie jako ruch polityczny, w czym pozostał odosobniony, choć prawie wszyscy neopozytywiści mieli poglądy lewicowe (aktywnym socjaldemokratą był też Hahn).

## Dorobek
Inicjator działań Koła Wiedeńskiego i największy krytyk metafizyki spośród jego członków. Zaangażowany w obronę tezy o jedności nauki, jej pojęć i praw. Członek "lewego skrzydła" Koła Wiedeńskiego, uznawał naukę za jedyny możliwy sposób opisu świata i widział w niej narzędzie zmian społecznych. Uznawał marksizm za teorię naukową.
Przyczynił się do rozwoju języka komunikacji wizualnej i prezentacji danych. Opracował on metodę wyjaśniającą współczesny świat za pomocą języka wizualnego. W ten sposób powstał język graficzny Isotype (International System of Typographic Picture Education). W 1939 roku została opublikowana książka “Modern Man in the Making“ autorstwa Otto Neuratha. Opisywała ona historię ludzkości przy pomocy nowego języka - Isotype.